# Picaflors de les Filipines
El picaflors de les Filipines (Dicaeum australe) és un ocell de la família dels diceids (Dicaeidae).

## Hàbitat i distribució
Habita boscos i terres de conreu de les Filipines.